# Bănești, Suceava
Bănești este un sat în comuna Fântânele din județul Suceava, Moldova, România.
Așezat pe malul drept al râului Siret, în această localitate se afla principalele instituții ale comunei Fântânele, primăria, poliția, Școala cu clasele 1-8 „Mihai Eminescu”, precum și o școală de arte și meserii. La această școală generală studiază din clasa a V-a elevi din toate satele ce alcătuiesc comuna Fântânele: Bănești, Cotu Dobei, Fântânele, Stamate și Slobozia.
În anul 2007 a fost ridicat aici un monument care comemorează jertfa eroilor din cele două războaie mondiale.

## Istoric

### Atestare
În arhivele satului există un istoric cuprizând date reale, precum și ipoteze transmise din generație în generație, fiind apoi notate în prezentul istoric.
Prima mențiune documentară scrisă a satului datează din 15 februarie 1622, când Ioan din Bănești este martor pentru nașul său, diacul Vasile Dinga, care a cumpărat o parte din moșia satului Merești cu doi taleri. O mărturie din 20 decembrie 1689 de la Aftănase Călugărul, preot în Bănești, arată că prin intermediul său a cumpărat Gheorghe Șeptilici unele pământuri, al căror hotar trecea pe din sus de Hilișeni (Chilișeni). Conform documentelor, satele Bănești și Fântânele au aparținut mai mult timp familiei Cănănău.
În jurul anului 1706, an în care boierul Ștefan Stamate a ridicat Biserica de lemn din Bănești cu hramul "Sf. Nicolae", numele satului Bănești încă nu este pomenit. Începutul rudiment al satului se afla pe atunci pe povârnișul care duce de pe platoul puțin ridicat și cu pantă puțin înclinată, din unghiul dintre râurile Siret și Suceava, spre lunca și apa Siretului, care curgea pe atunci pe la poalele platoului, dincoace de luncă, dovadă fiind brațele moarte și iazurile formate, ulterior modernizate în perioada comunistă. Bătrânii au transmis generațiilor că Biserica de lemn din Bănești a fost făcută chiar în mijlocul pădurii existentă pe atunci în acel loc, tăind lemnul pe loc pentru construcția acesteia.
Din documentele familiei Callimachi reiese că satul ar fi fost înființat aproximativ între anii 1742 și 1747. Există o variantă în care se spune că numele de Bănești s-ar fi pus în următoarele împrejurări: documentele duc la Maria Jitniceroaia, soția Jitnicerului Gheorghe Cănănău, soră a lui Ion Callimachi și a lui Dumitrașcu banul. În anul 1747 moare Gheorghe Cănănău, soția acestuia lăsând îngrijirea gospodăriei ei pe seama fratelui său, banul Dumitrașcu. Aceasta a organizat munca moșiei și, împreună cu oamenii vechiului început de sat (lucrători și ciobani), a pus bazele acestui sat, rămânând numele satului Bănești probabil ca poreclă de la banul Dumitrașcu Callimachi, cel care l-a așezat definitiv.
O altă variantă ar fi că numele satului vine tot de la bani. Boierul Ștefan Stamate care avea mai multe moșii pe raza comunei Fântânele ar fi cumpărat aceste moșii unde este așezat satul cu bani, neavând-o ca moștenire, numind satul Bănești. Dar aceasta variantă nu este plauzibilă.

### Căminul cultural

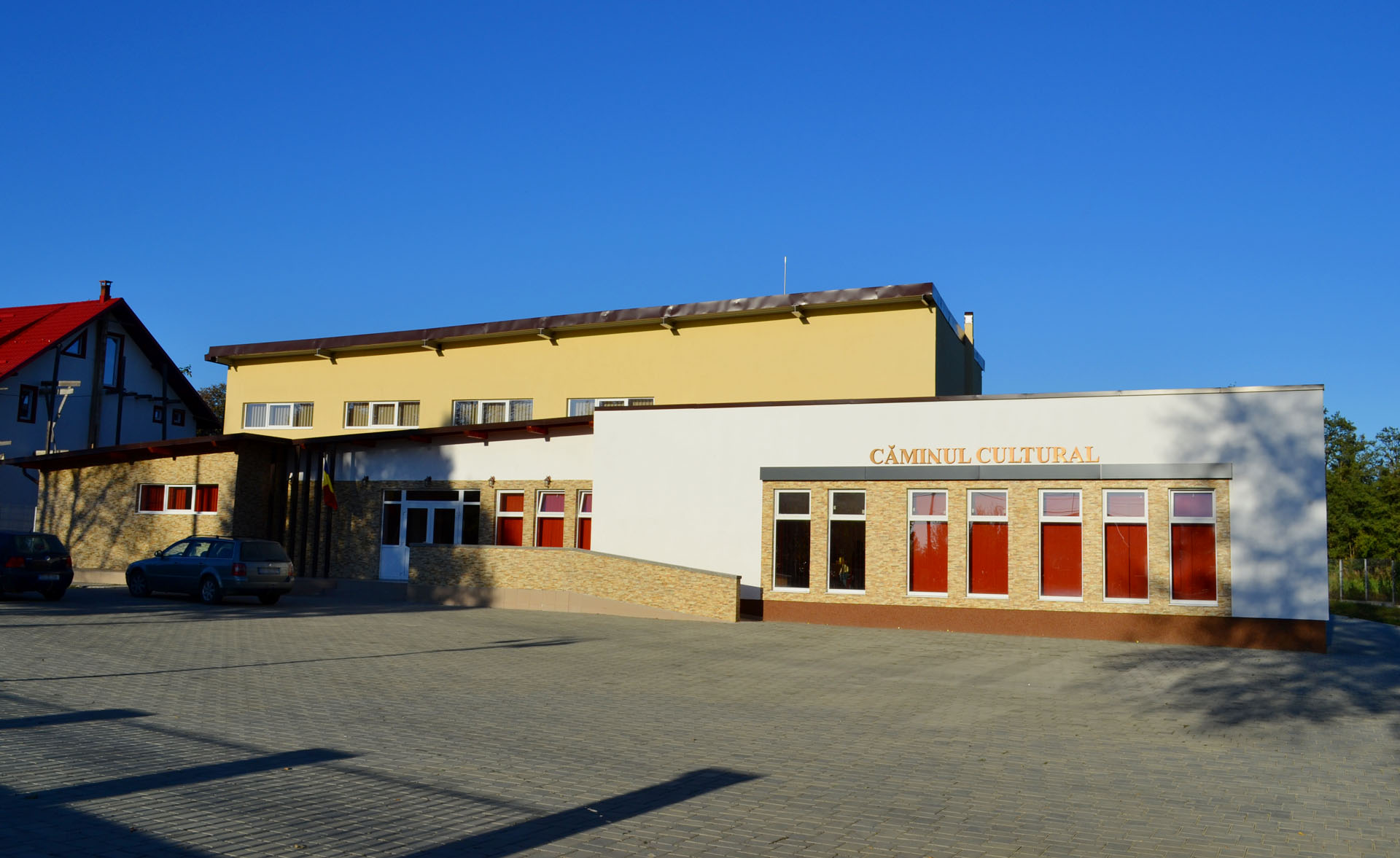
Caminul Cultural Bănești

S-a înființat în anul 1936, cu scopul de a ridica nivelul cultural, aici având loc săptămânal diferite manifestări ca: jocuri populare, dansuri și altele.

### Biserica
În sat se află două biserici: o biserică de lemn (construită între anii 1705-1707 de către Ștefan Stamate), respectiv o bisericǎ mai nouă, din cărămidă (ridicată de către moșierul Kapri în anul 1890).

### Școala
Școala din Bănești s-a deschis în anul 1902. Poartă numele poetului Mihai Eminescu deoarece în documentația pe care s-a înaintat de către Mihai Silviu Gabriel, directorul acestei școli, Consiliului local, în momentul în care a propus ca școala să poarte numele poetului, se menționează că: 
„…la sfârșitul anului 1834, o mare nenorocire s-a abătut asupra familiei lui Vasile Iurașcu, bunicul lui Mihai Eminescu. A treia zi de sărbătorile Crăciunului (27 decembrie), chiar de dimineață, soția sa pleacă din Bănești, grăbind trăsura, ca să ajungă mai repede la Sarafinești. Dar înainte de a trece Râul Siret, prin Vadul Donțului, s-a prăvălit trăsura și Paraschiva Iurașcu a căzut cu capul peste o cioată. Intrată în agonie, a fost dusă din nou la Bănești, acasă la aga Grigore Cananău, unde, peste două ceasuri, a murit. A fost înmormântată în cimitirul de pe lângă  Biserica de lemn din Bănești, cu hramul Sf. Nicolae.”
Aceste informații sunt consemnate și în „Mărgăritarele” lui Vasile Iurașcu, chiar la începutul cărții și pe piatra tombală a Paraschivei Iurașcu, descoperită și descifrată de I.D. Marin. Mama lui Eminescu, Raluca Iurașcu, este cel de-al cincilea copil al Paraschivei Iurașcu, înmormântată la Bănești.
Din cercetarea documentelor aflate în arhivele școlii și în Arhivele Statului din județul Botoșani, reiese ca prima școala a fost înființată în satul Stamate încă din anul 1866. Astfel, prin procesul verbal încheiat la 30 aprilie 1866 de către primăria comunei se stabilește salariul învațătorului Vasile Bârjoveanu din satul Bălușeni (vechea denumire a satului Stamate). La data de 30 ianuarie 1883, Consiliul local încheie un proces verbal prin care se numește ca învățător preotul Teodor Sălăgeanu la școala ce:
„… are a se înființa de curând în cotuna Bălușeni”
. (dosar 8/1883-Arhivele Statului Botoșani) La această școala veneau să studieze elevii satelor Fântânele, Bănești și Stamate, pâna în anul 1902, iar elevii din satul Fântânele au venit până în anul 1901. Primii dascăli ai școlii au fost preotul Ion Simionescu, Vasilica T. Seribău (până în anul 1922), preotul Costineanu,  V. Prepeliță. Majoritatea învățătorilor nu au fost localnici, rămâneau foarte puțin și apoi plecau în alte sate. În satul Bănești, începutul invățământului a fost asemănător celorlalte sate, școala funcționând ĭn case particulare, închiriate de primarie. În anul 1903 școala a functionat în casa cetățeanului Boicesc, de fapt într-o fostă prăvălie sătească.
În anul 1930 se construiește, cu contribuția cetățenilor satului un local de școală cu două săli de clasă și cancelarie. Construcția era din chirpici și acoperită cu tablă. Astăzi, această clădire este folosită ca sediu pentru Căminul Cultural și Biblioteca Comunală. Primul dascăl a fost Constantin Caliniuc, apoi preotul Vasile Grigoriu, Vasile Rusu. La aceasta școală se învățau doar trei clase, iar după absolvire elevii continuau clasa a IV-a și V-a la Stamate sau Fântânele. Începând din anii 1937-1939, la această școală au funcționat clasele I - VII. Aici veneau și învățau elevii din satele Bănești, Cotu Dobei, Fântânele, Stamate și Slobozia, dar în cataloage apar și elevi din Salcea, Prelipca sau Roșcani. După Al Doilea Război Mondial s-a încercat o reluare a procesului de invățământ care era modest deoarece nu erau învățători, manuale, caiete, material didactic, lemne pentru încălzirea claselor etc.
Documentele menționează ca învățători în școlile din comună pe: Vasile Bârjoveanu, Teodor Sălăgeanu, Vasile C. Telega, Vasile Grigoriu, Eduard Enășescu, Clementina Zaharescu, Constantin Mandinescu, Vasile I. Botez, Ion Vasiliu.
Starea învățământului din comuna Fântânele este sugestiv reliefată prin raportul pe care-l face Revizoratul  Școlar către Prefectură la 16 octombrie 1903 (Dosar 25/1903 - Școlile):
„ Cu ocazia înspecțiunii ce am făcut eri 11 octombre la școala din Bălușeni, comuna Fântânele,  am găsit, că pentru acea școală, comuna a închriat o singură cameră și aceea foarte puțin încăpătoare. Lipsind cancelaria, învățătorul este condamnat, ca în timpul recreațiunilor să respire aerul stricat de clasă sau să iasă până pe prispa școlii, iar lucrările de cancelarie să le facă la el acasă. Tot din lipsă de cancelarie aparatele didactice: hărți, tablouri istorice etc. trebuie sa stea pe coardă, care susține grinzile de la plafon și să se păstreze foarte prost. Și fiind că peste sala de cameră de clasă mai este o odae, pe care proprietara caselor în care e școala ne-a declarat că e gata să o pună la dispozițiunea școalei în schimbul unei sume de 20 lei peste chiria ce primește astăzi, cu onoare vă rog să binevoiți a da ordine domnului primar al comunei Fîntînele să închirieze și odaia a două din localul unde este școala din Bălușeni și pentru păstrarea aparatelor didactice de la acea școala să se facă fără întârziere un dulap după dimensiunile arătate de învățător.”
Din anul 1948 și până în anul 1950, de la Școala Bănești au fost transferate clasele V-VII la Școala Stamate. Tot la Stamate, urmau cursurile elevii satelor Bănești, Cotu Dobei, Fântânele.
În anul 1950, elevii școlii învață în clădirea conacului boieresc, un local spațios, amenajat în curtea fostului proprietar al moșiei Bănești, baronul Jean Kapri. Din acest an, Școala Bănești devine școala de centru, unde învață elevi din clasele V - VIII din toate satele comunei.
În anul 1972 în satul Bănești, care se află aproximativ în centrul geografic al comunei, se dă în folosință noul local de școală, cu zece săli de clasă și două laboratoare.
În anul 1982, aici se înființează treapta I de liceu, iar din anul 1990 se înființează școala de ucenici, cu două profile: mecanic și textil (cu ateliere proprii).
Începând din anul 2003 se înființeaza Școala de Arte și Meserii, profil textil și pielărie. Din anul 2002, la inițiativa profesorului de limba română Mihai Silviu și cu colaborarea directorului școlii Aurel Iavni, Școala din Bănești poartă numele marelui poet Mihai Eminescu
Școala are ca resurse informaționale 
- 9500 volume fond carte
- 13 calculatoare conectate la internet
- 3 imprimante laser
- 1 scaner
- 1 fax
- 1 copiator

## Vecini
| Verești                          | satul Stamate    |                            |
| Râul Suceava și satul Cotu Dobei |                  | Râul Siret și comuna Corni |
|                                  | comuna Fântânele | satul Slobozia             |

## Obiective turistice
- Biserica de lemn din Bănești - monument istoric construit în anul 1706 de boierul Ștefan Stamate
- Biserica Sfântul Gheorghe din Bănești - lăcaș ortodox construit în anul 1890 de către moșierul Kapri.[2]

## Fotogalerie

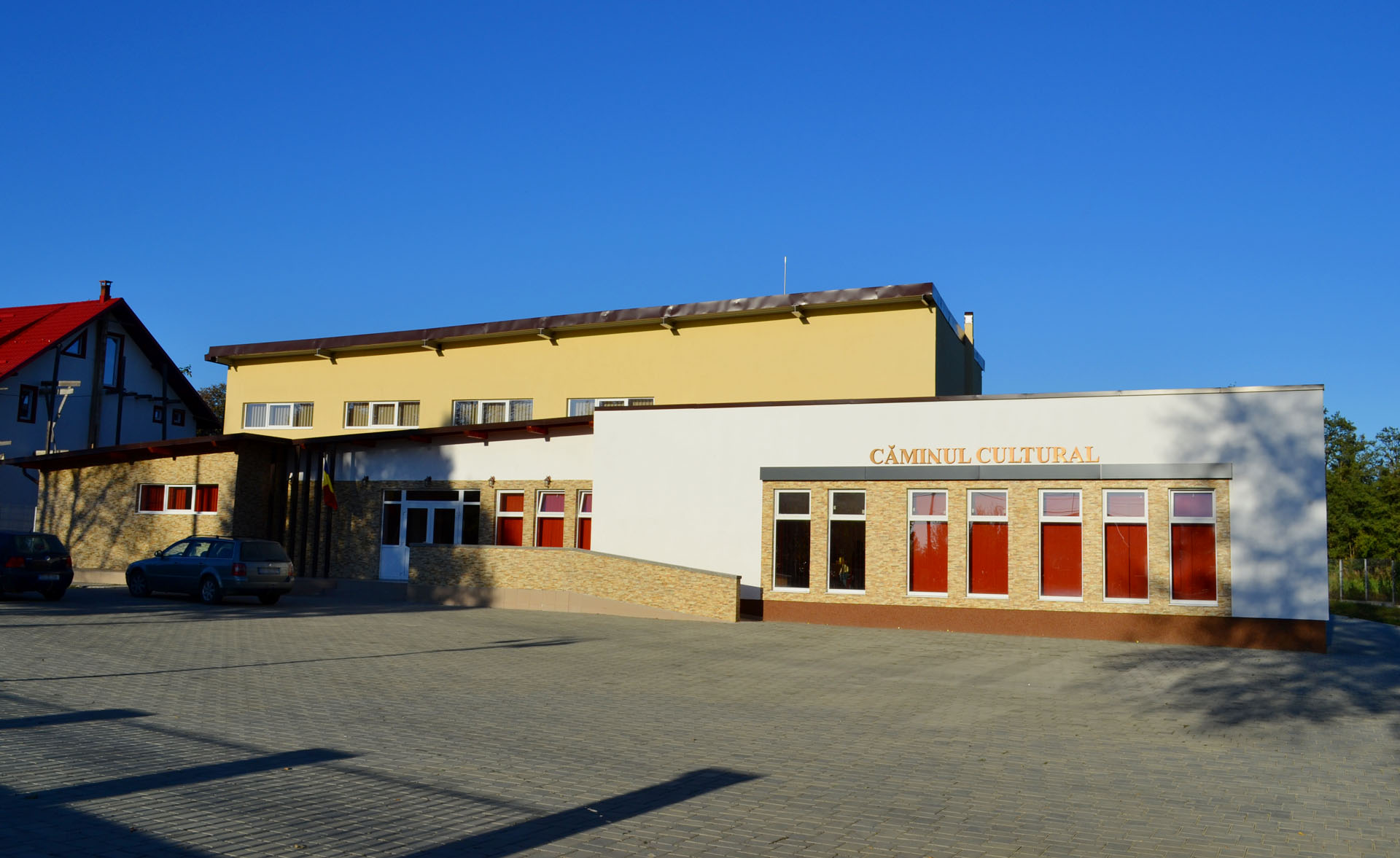
Caminul Cultural din Bănești
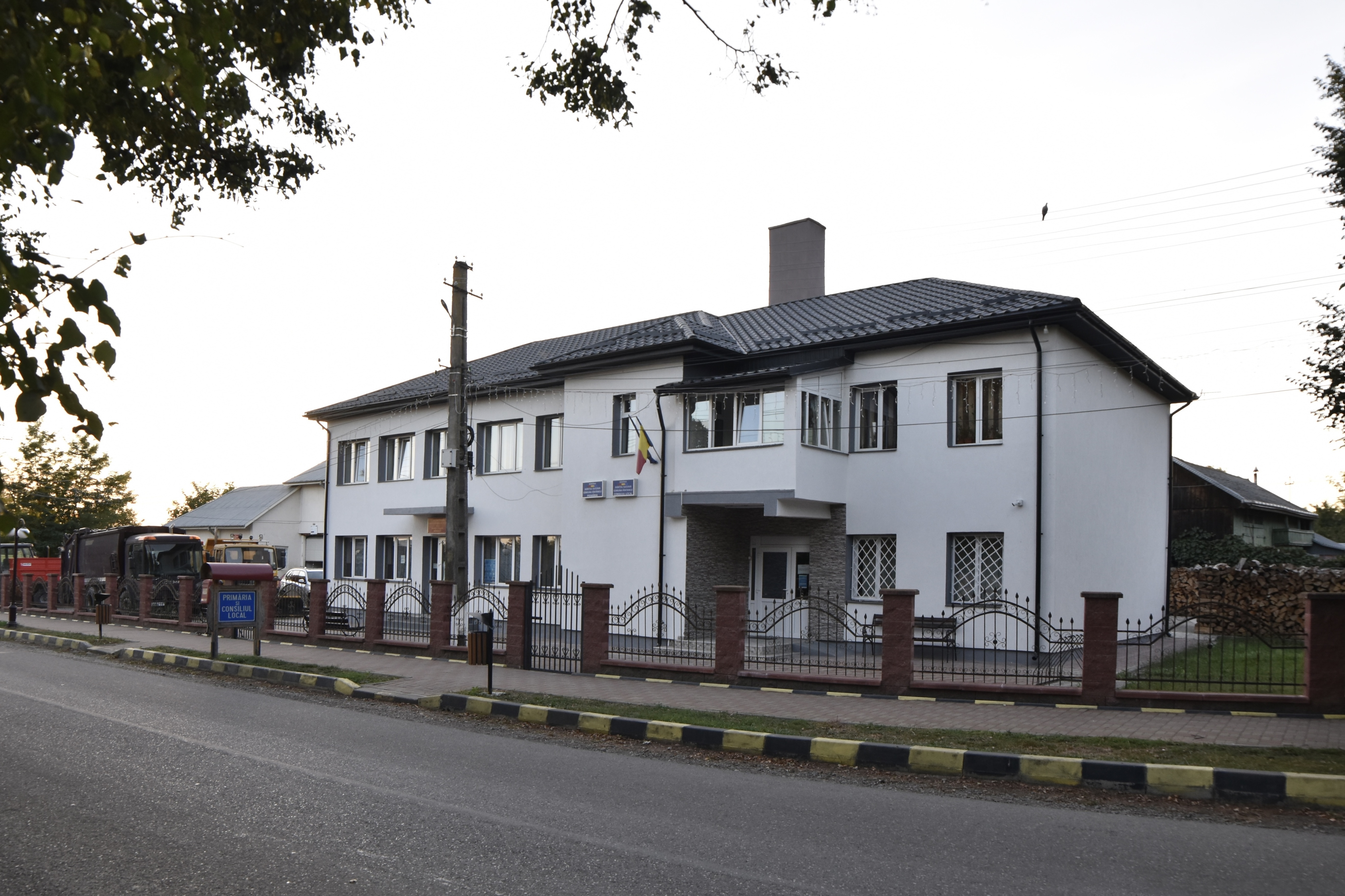
Primăria comunei Fântânele
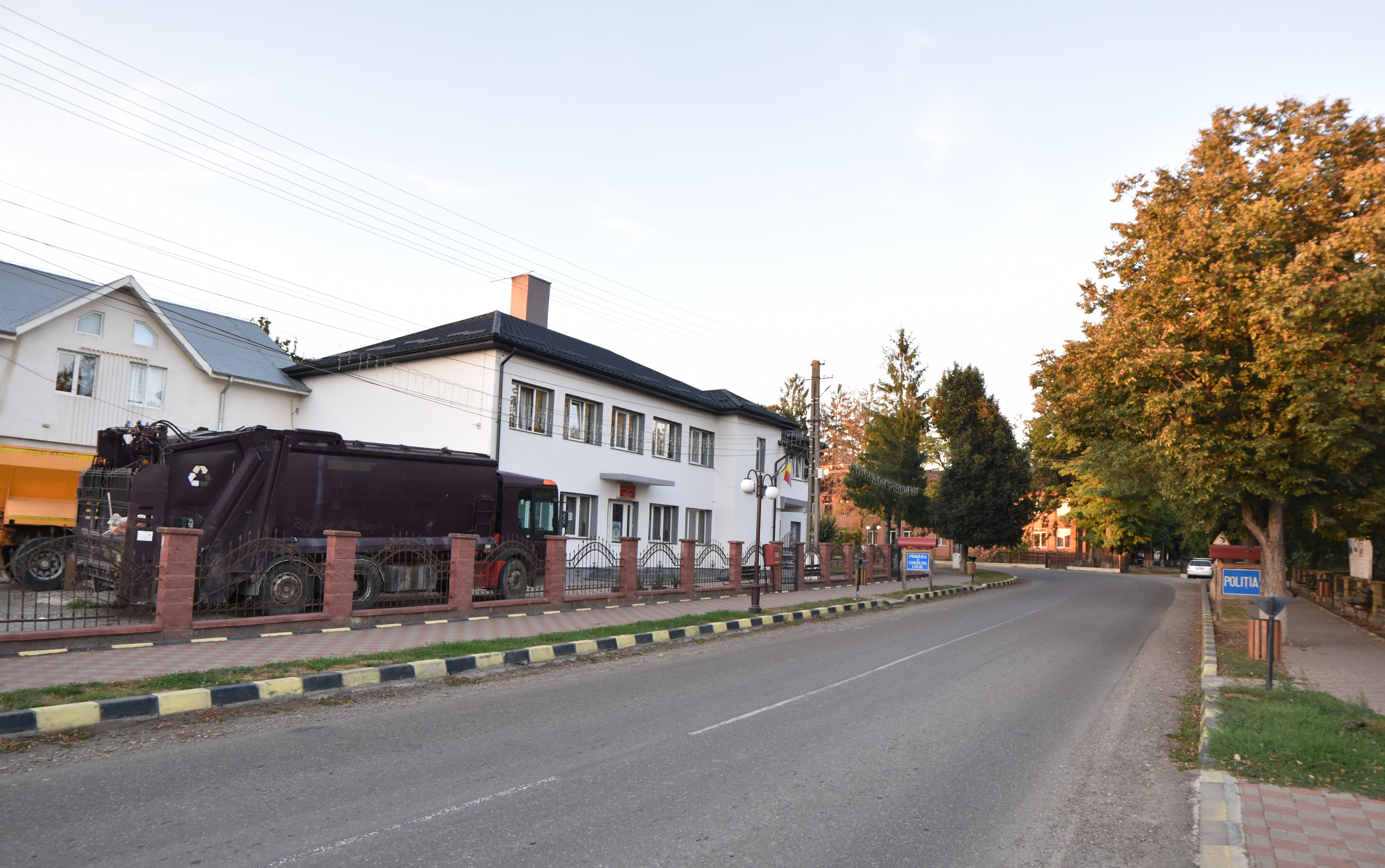
Primăria comunei Fântânele, centrul satului Bănești
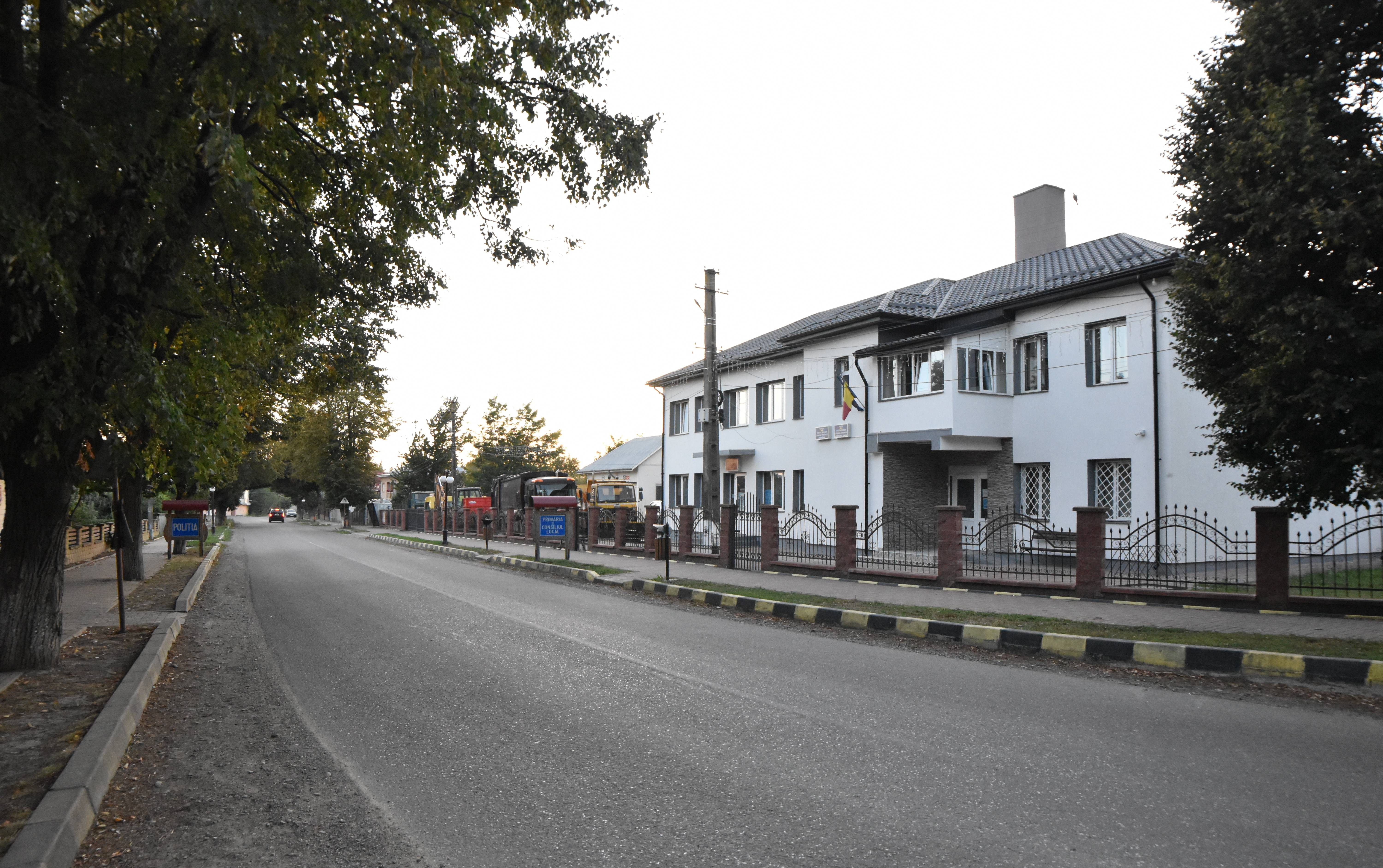
Centrul satului Bănești
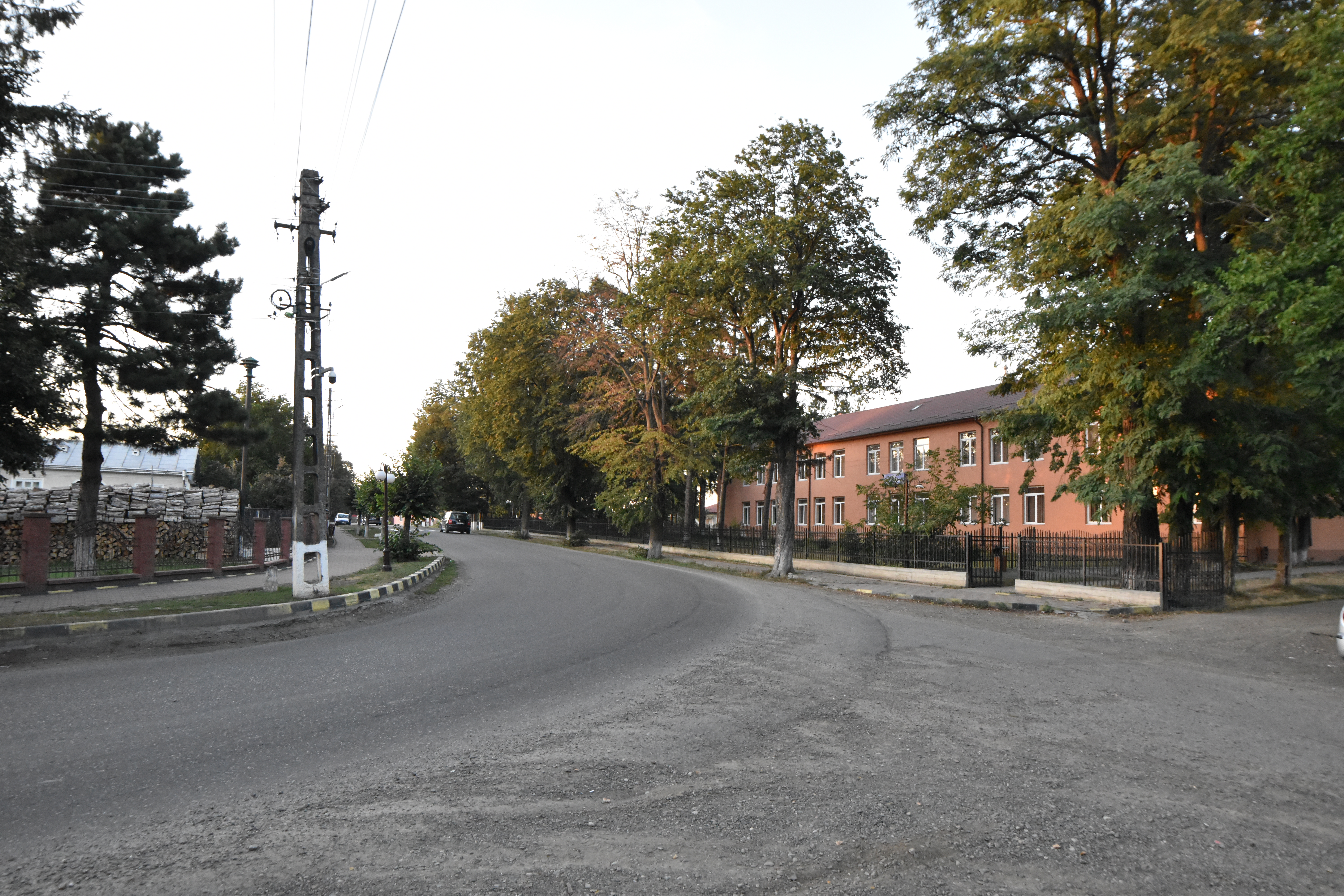
Centrul satului Bănești și Școala Mihai Eminescu
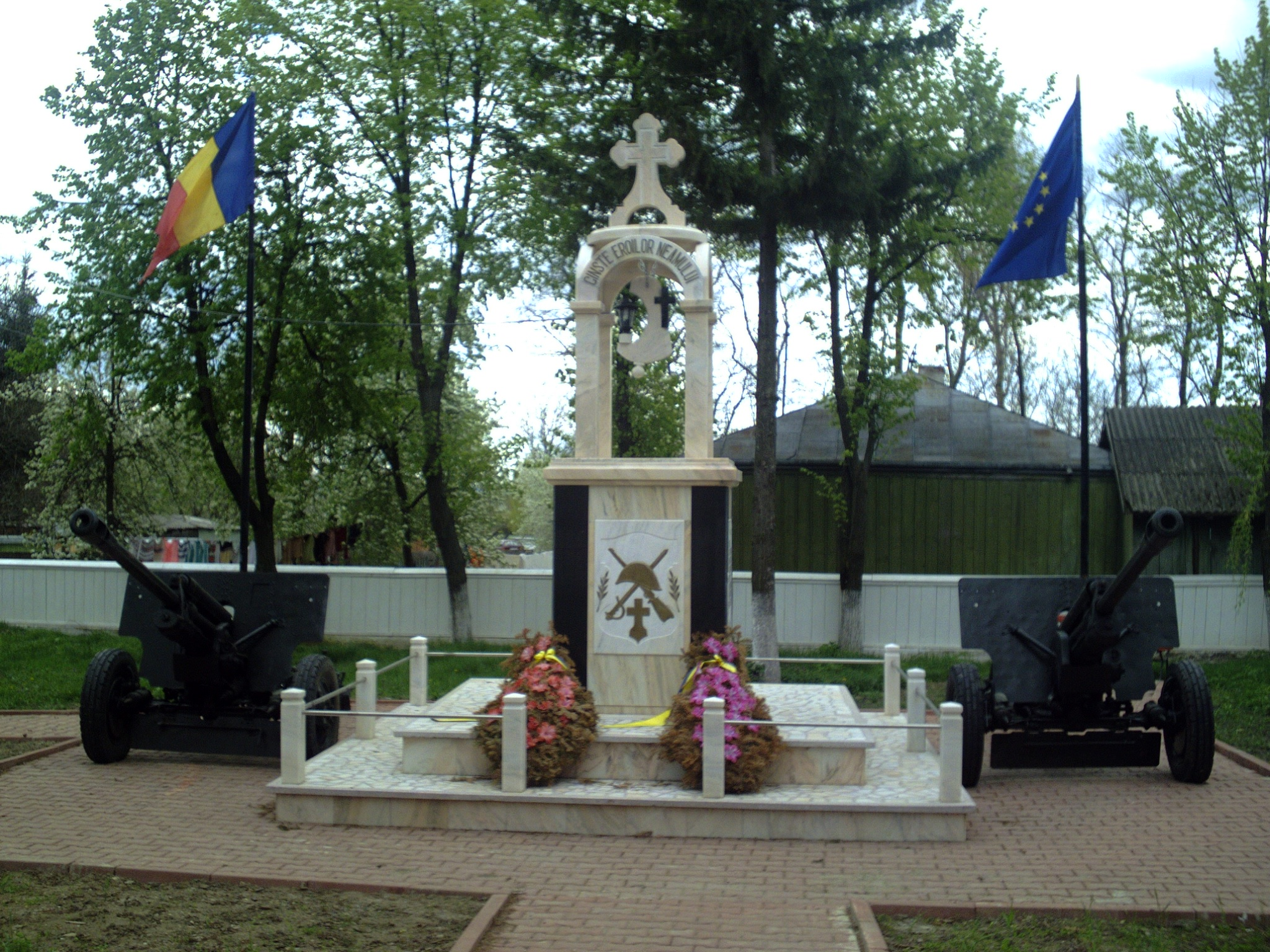
Monumentul eroilor din Bănești ridicat de către Primăria comunei Fântânele în cinstea eroilor căzuți la datorie
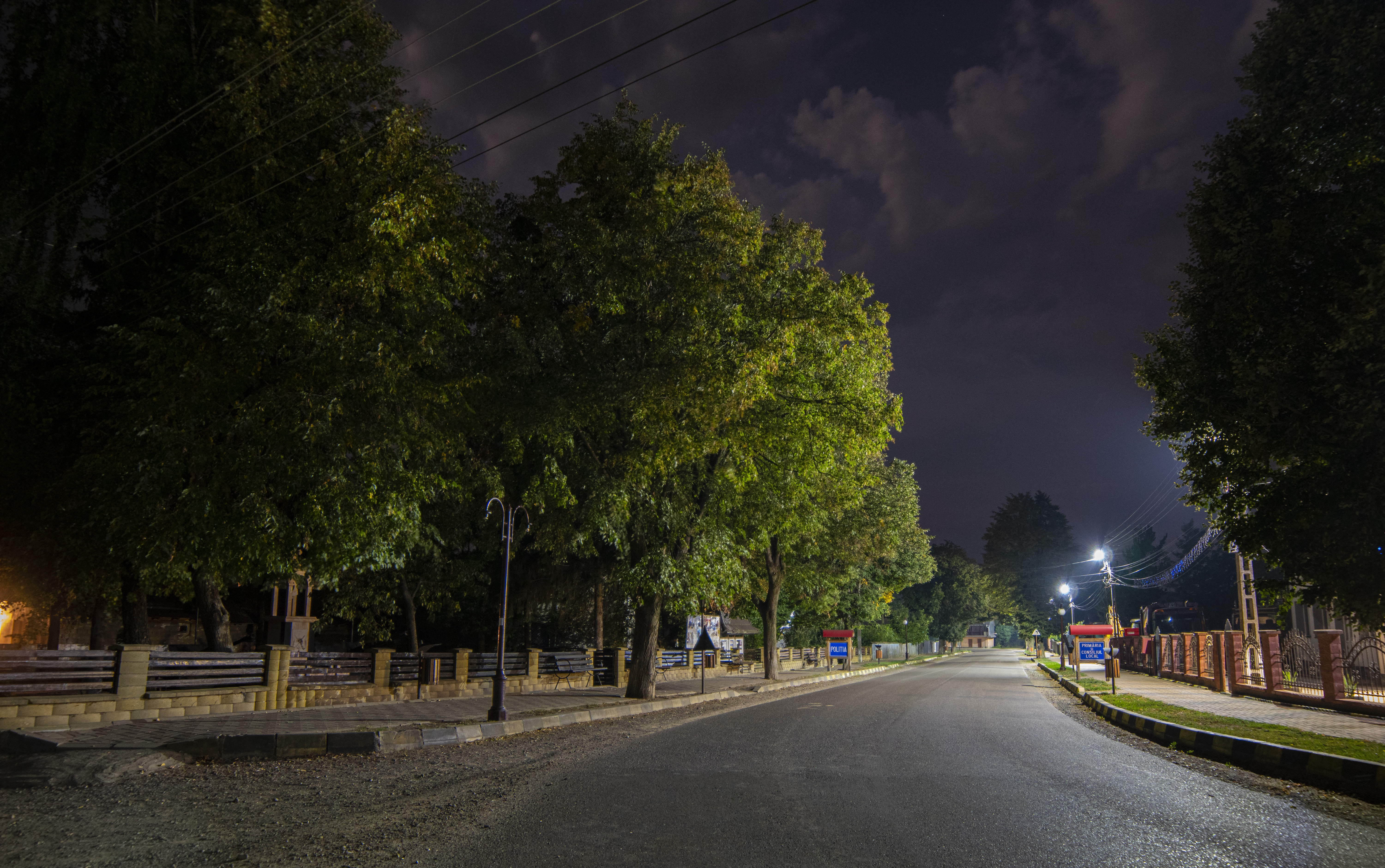
Centrul satului Bănești- vedere nocturnă
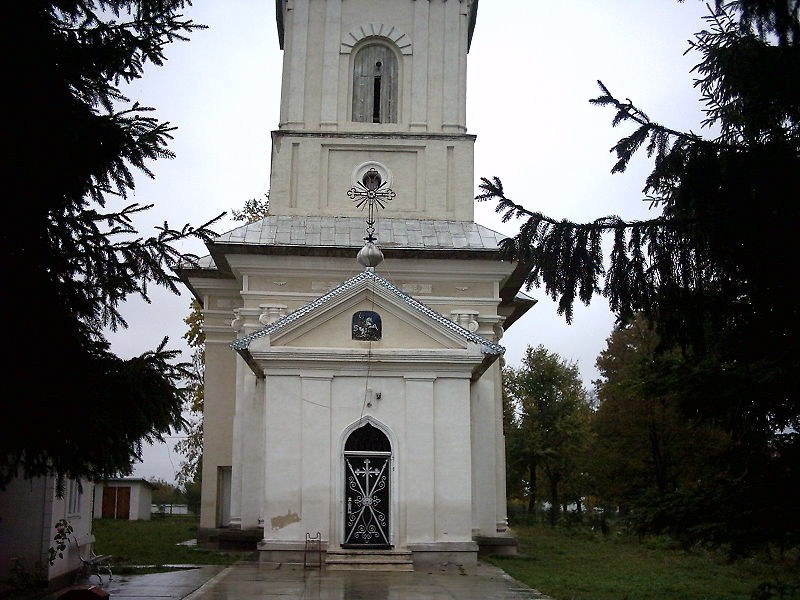
Biserica construită în anul 1890 de baronul Kapri
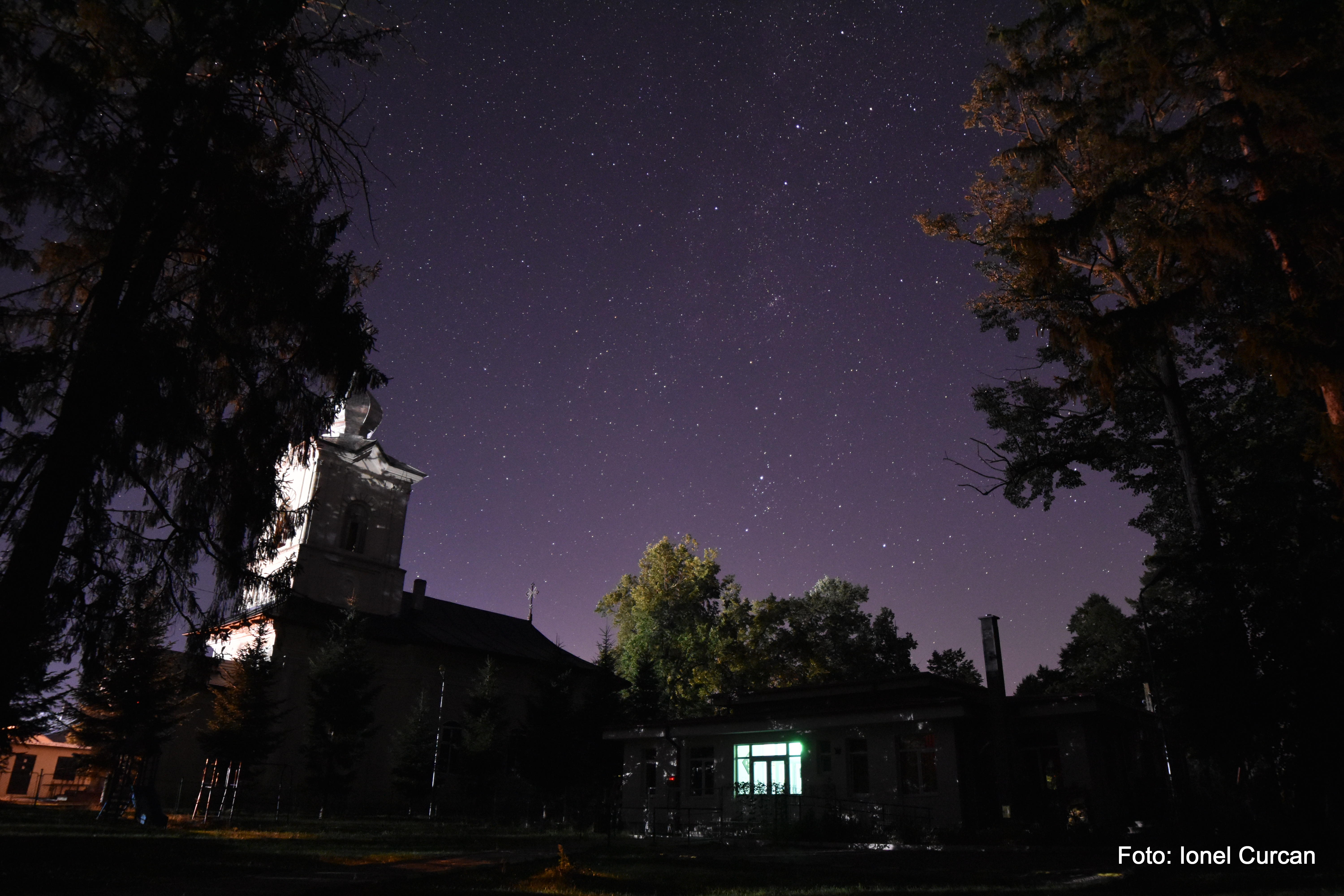
Biserica Sfântul Gheorghe din Bănești-vedere nocturnă
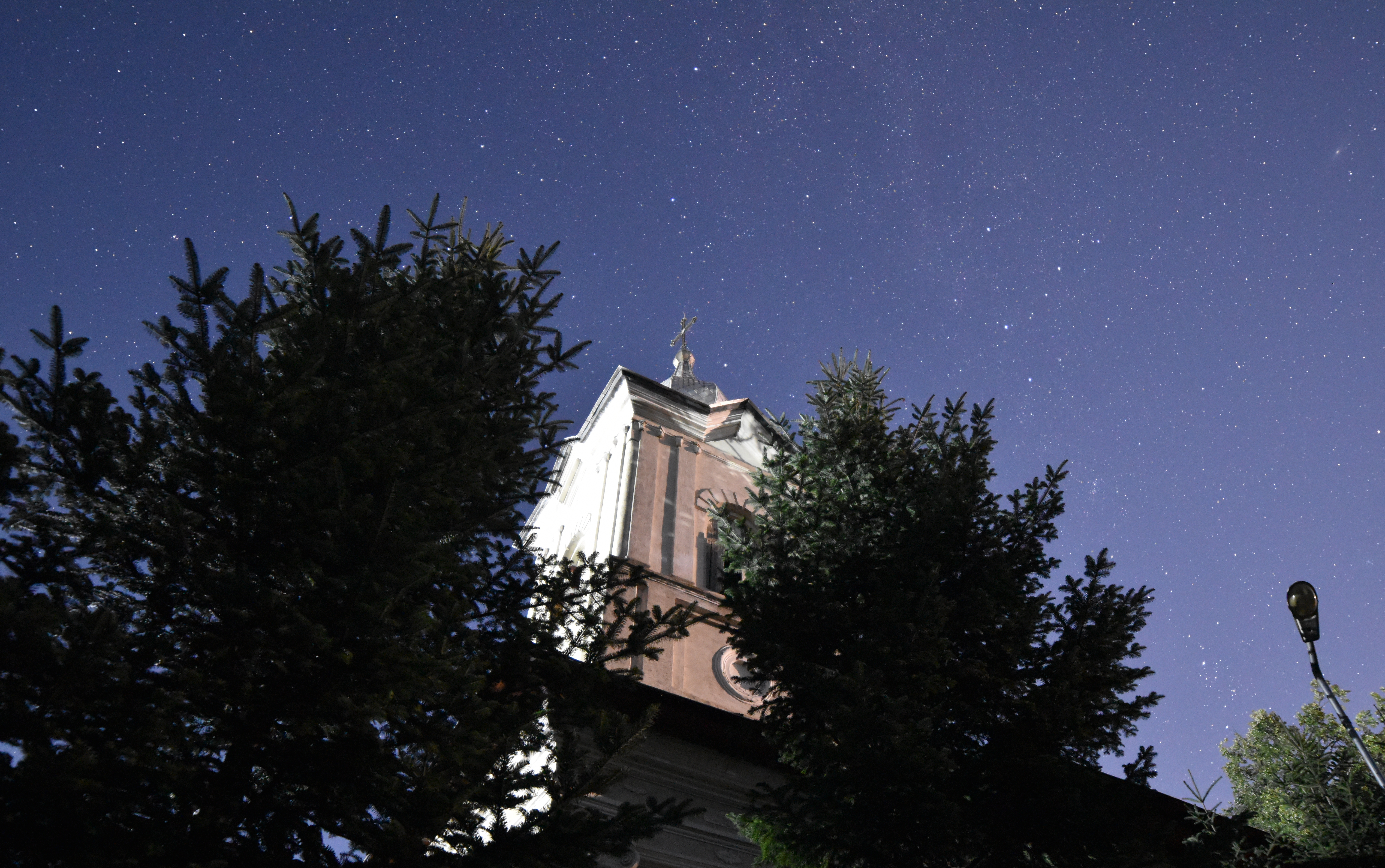
Biserica Sfântul Gheorghe din Bănești-vedere nocturnă
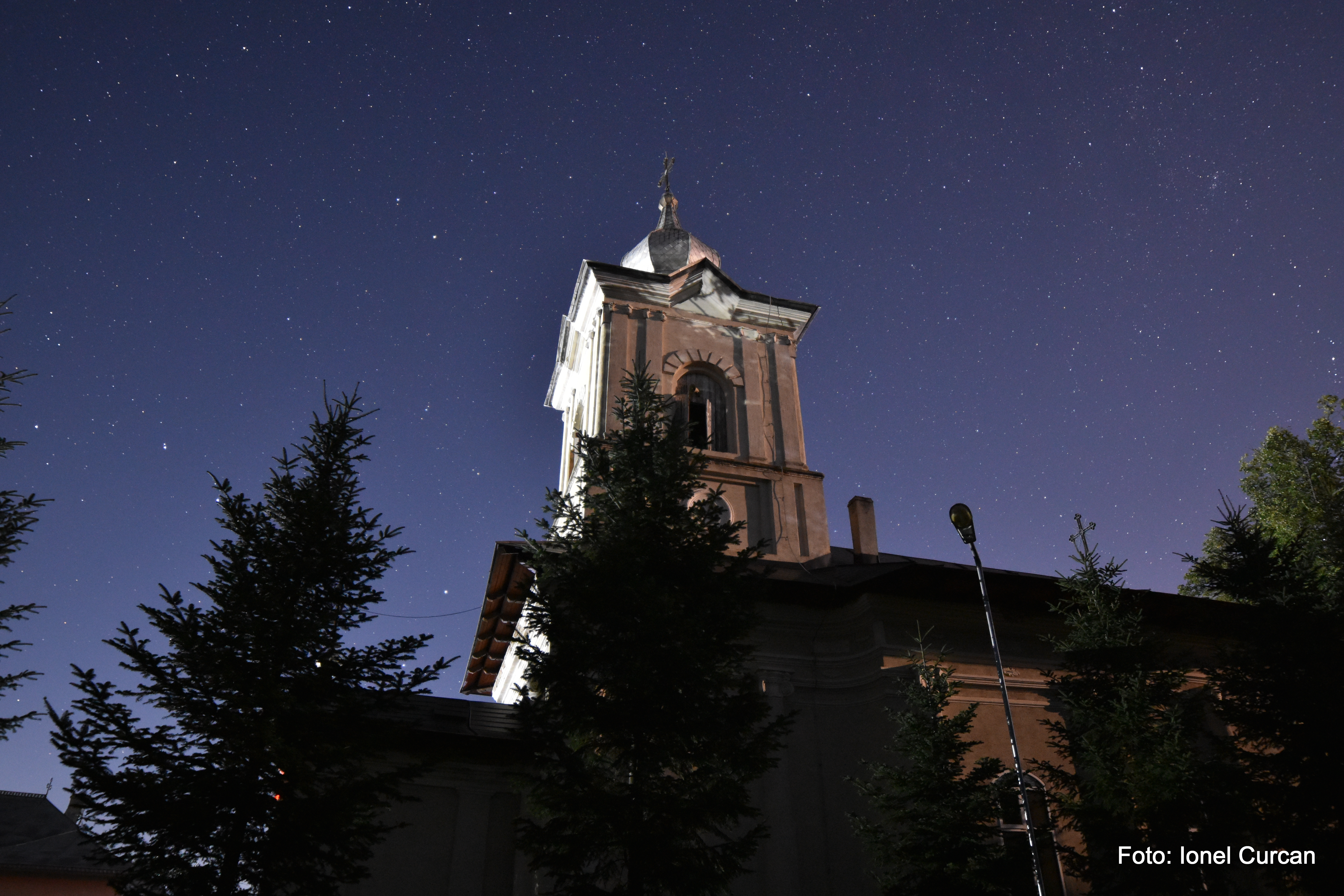
Biserica Sfântul Gheorghe din Bănești - vedere nocturnă
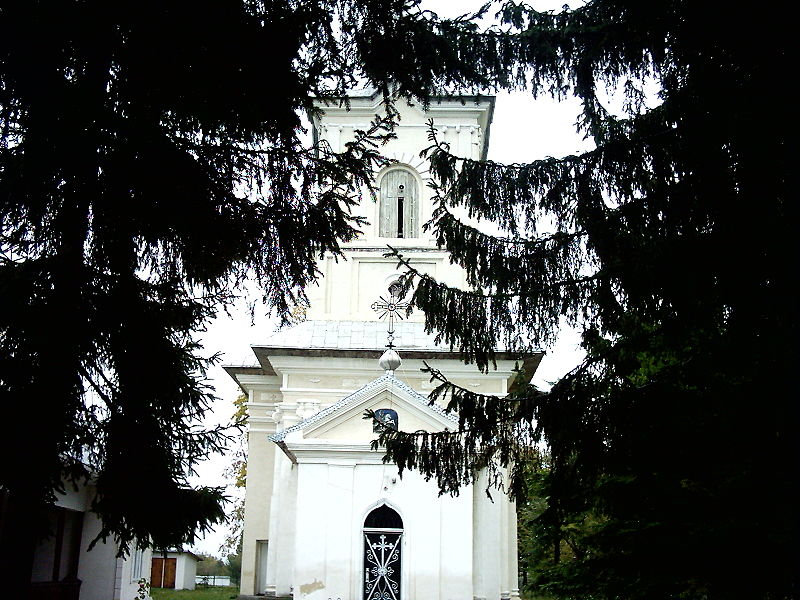
Biserica cu hramul Sf. Gheorghe
Școala Gimnazială din Bănești
Școala Gimnazială din Bănești
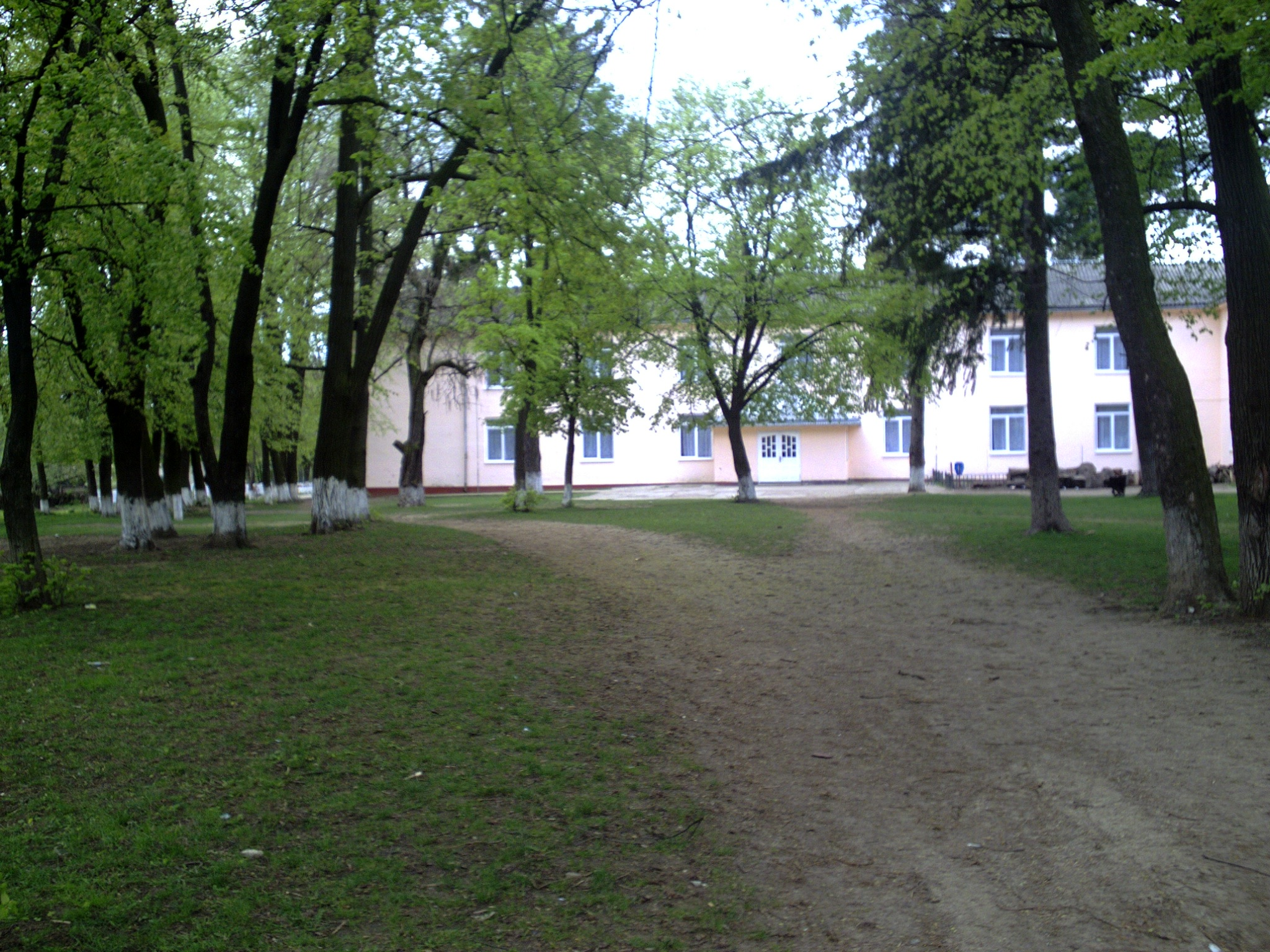
Parcul Școlii Mihai Eminescu
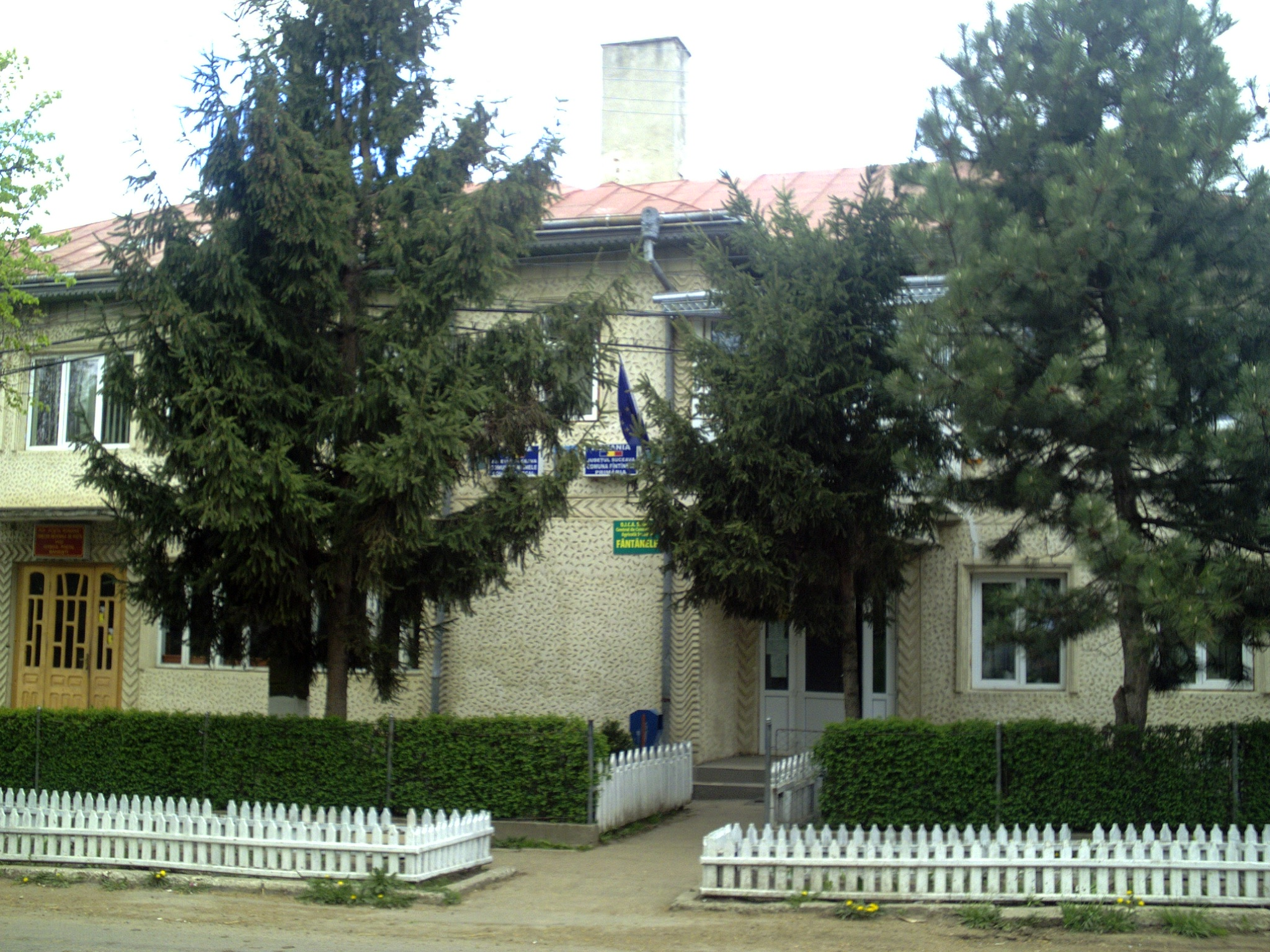
Primăria comunei Fântânele situată în centrul satului Bănești
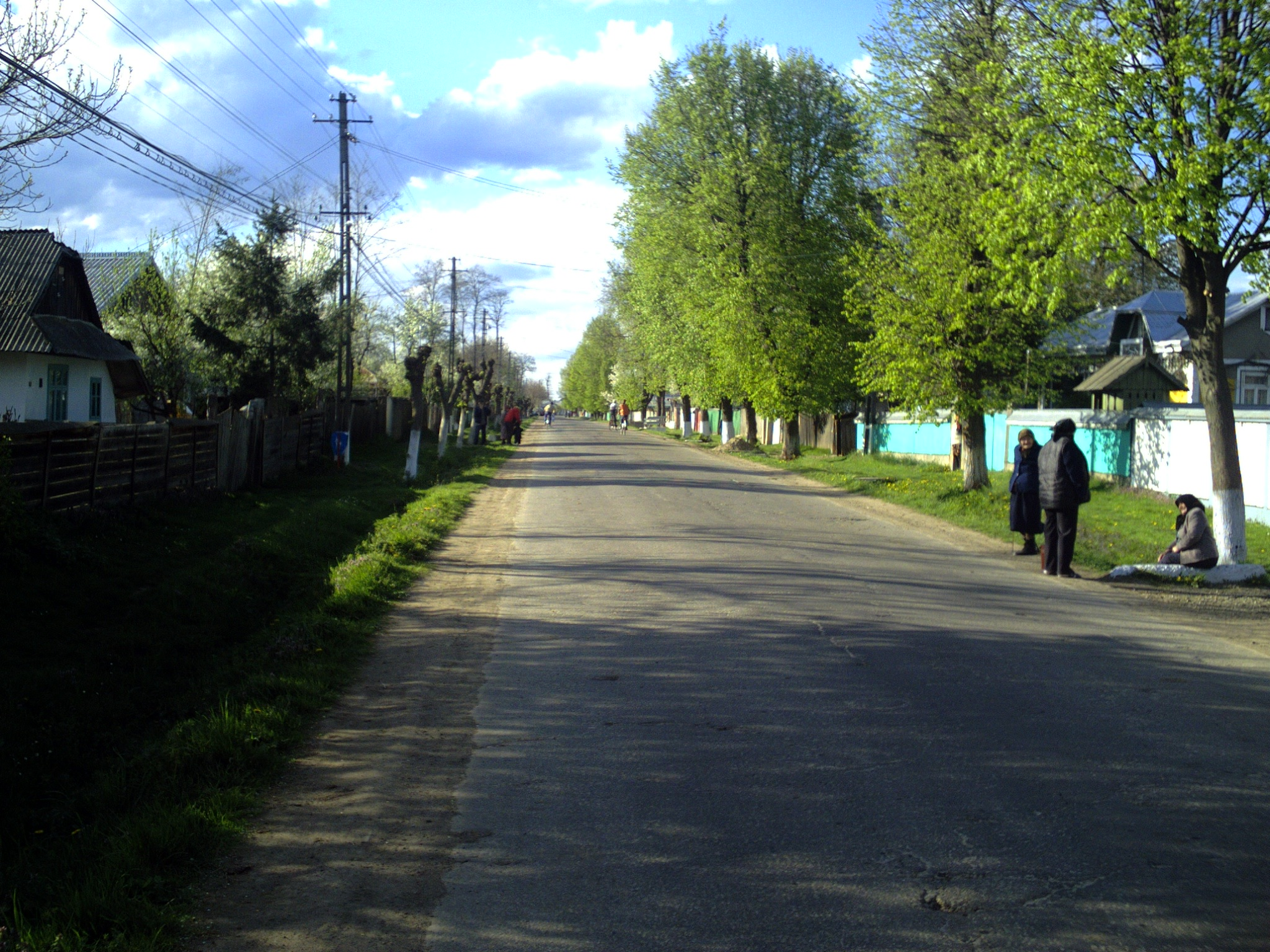
Stradă din satul Bănești
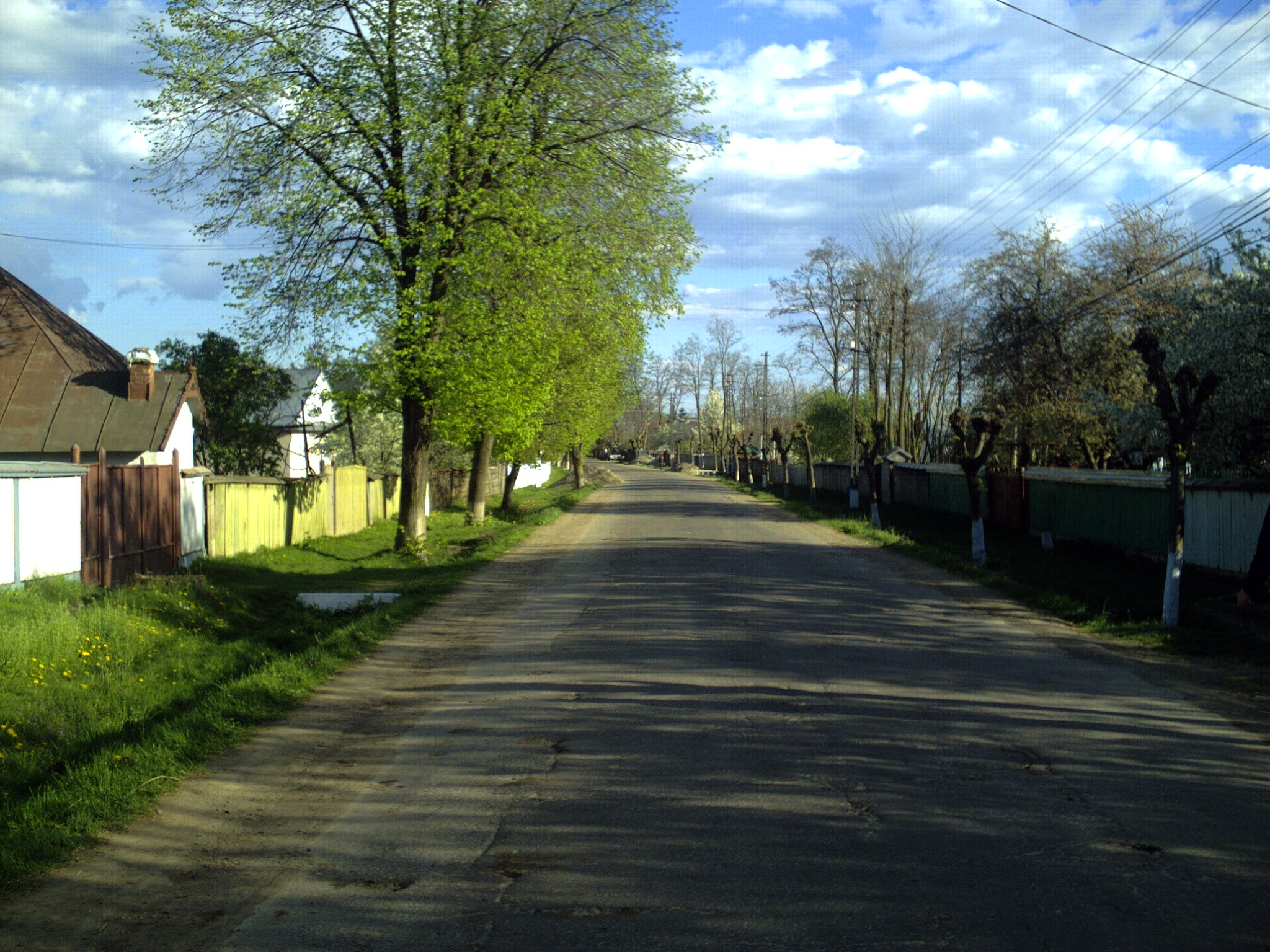
Stradă din sat
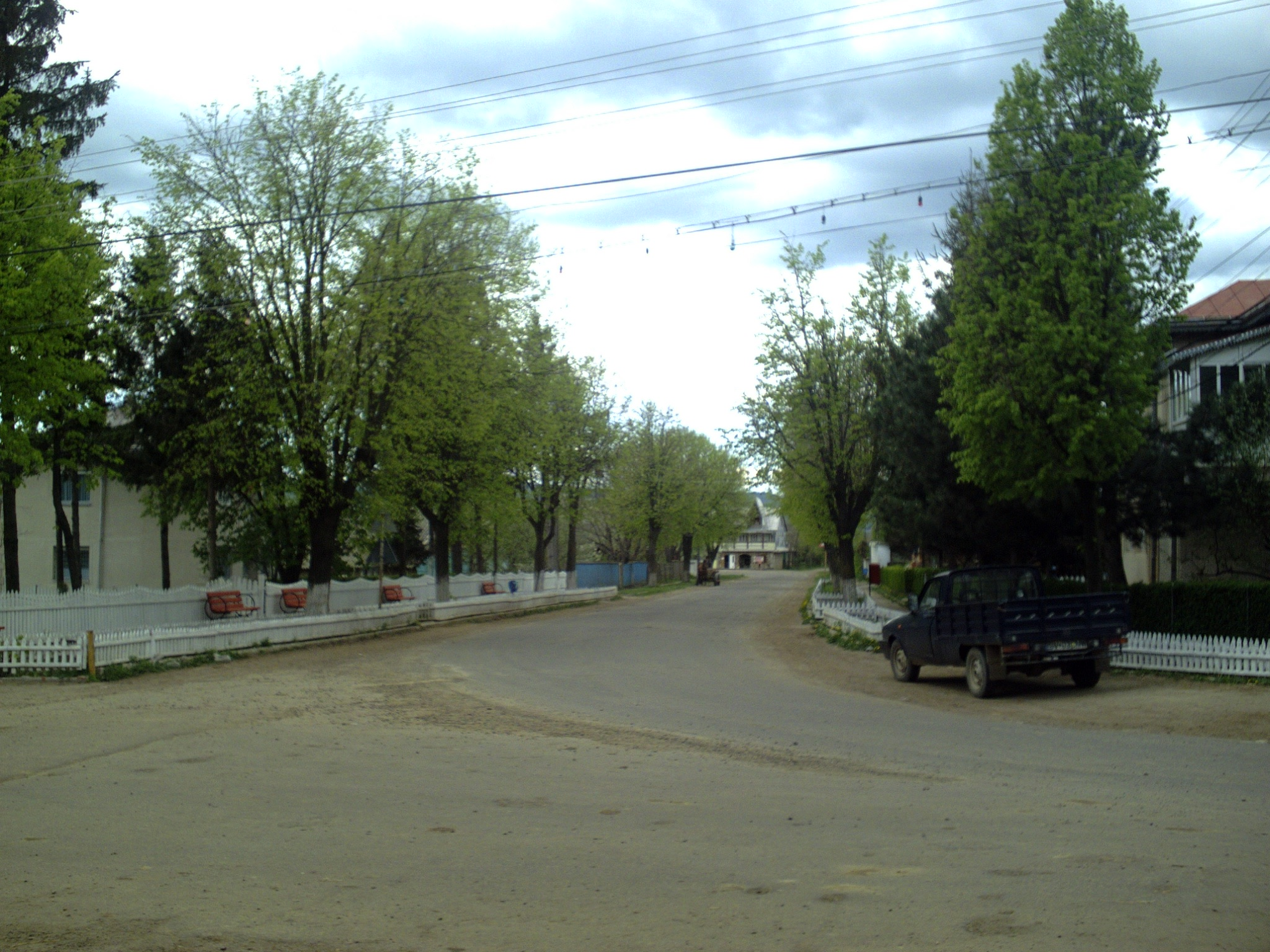
Centrul satului Bănești